# FK Brskovo Mojkovac
Fudbalski Klub Brskovo Mojkovac (Фудбалски Клуб Бpcковo Мојковац) – czarnogórski klub piłkarski z siedzibą w Mojkovacu. Został utworzony w 1932 roku. Obecnie występuje w Trećej lidze Czarnogóry.

## Stadion
Klub rozgrywa swoje mecze domowe na stadionie Stadion FK Brskovo w Mojkovacu, który może pomieścić 1000 widzów.

## Sezony
| Sezon                          | Liga                                                         | Poziom | Miejsce |
| Federalna Republika Jugosławii |                                                              |        |         |
| 2001/02                        | Crnogorska regionalna liga – Severna regija (grupa północna) | IV     | 1       |
| 2002/03                        | Crnogorska liga                                              | III    | 14      |
| Serbia i Czarnogóra            |                                                              |        |         |
| 2003/04                        | Crnogorska regionalna liga – Severna regija (grupa północna) | IV     | 1       |
| 2004/05                        | Druga crnogorska liga                                        | III    | 10      |
| 2005/06                        | Druga crnogorska liga                                        | III    | 11 *    |
| Czarnogóra                     |                                                              |        |         |
| 2006/07                        | Treća liga – Severna regija (grupa północna)                 | III    | 7       |
| 2007/08                        | Treća liga – Severna regija (grupa północna)                 | III    | 3       |
| 2008/09                        | Treća liga – Severna regija (grupa północna)                 | III    | 6       |
| 2009/10                        | Treća liga – Severna regija (grupa północna)                 | III    | 8       |
| 2010/11                        | Treća liga – Severna regija (grupa północna)                 | III    | 2       |
| 2011/12                        | Treća liga – Severna regija (grupa północna)                 | III    | 2       |
| 2012/13                        | Treća liga – Severna regija (grupa północna)                 | III    | 2       |
| 2013/14                        | Treća liga – Severna regija (grupa północna)                 | III    | 3       |
| 2014/15                        | Treća liga – Severna regija (grupa północna)                 | III    | 1       |
| 2015/16                        | Druga liga                                                   | II     | 11      |
| 2016/17                        | Treća liga – Severna regija (grupa północna)                 | III    | 2       |
| 2017/18                        | Treća liga – Severna regija (grupa północna)                 | III    | 1       |
| 2018/19                        | Treća liga – Severna regija (grupa północna)                 | III    | 3       |
| 2019/20                        | Treća liga – Severna regija (grupa północna)                 | III    | 4       |
| 2020/21                        | Treća liga – Severna regija (grupa północna)                 | III    | ?       |

 * W wyniku przeprowadzonego 21 maja 2006 referendum niepodległościowego zadeklarowano zerwanie dotychczas istniejącej federacji Czarnogóry z Serbią (Serbia i Czarnogóra). W związku z tym po sezonie 2005/06 wszystkie czarnogórskie zespoły wystąpiły z lig Serbii i Czarnogóry, a od nowego sezonu 2006/07 Brskovo Mojkovac przystąpiło do rozgrywek Trećiej crnogorskiej ligi.

## Sukcesy
- mistrzostwo Trećej crnogorskiej ligi (1): 2015 (awans do Drugiej crnogorskiej ligi, po wygranych barażach).
- mistrzostwo Trećej crnogorskiej ligi (1): 2018 (brak awansu do Drugiej crnogorskiej ligi, po przegranych barażach).
- mistrzostwo Crnogorskiej regionalnej ligi (IV liga) (1): 2002 (awans do Crnogorskiej ligi, po wygranych barażach).
- mistrzostwo Crnogorskiej regionalnej ligi (IV liga) (1): 2004 (awans do Drugiej crnogorskiej ligi (III liga), po wygranych barażach).